# Battle and Romance
Battle and Romance (バトル アンド ロマンス?, Batoru ando romansu) è il primo album in studio del gruppo musicale idol giapponese Momoiro Clover Z, pubblicato nel 2011.

## Tracce
1. Z Densetsu: Owarinaki Kakumei (Ｚ伝説～終わりなき革命～)
2. Contradiction (CONTRADICTION)
3. Mirai bowl (ミライボウル)
4. Wani to shampoo (ワニとシャンプー)
5. Pinky Jones (ピンキージョーンズ)
6. Kimi no ato (キミノアト)
7. D' no Junjō (D’の純情)
8. Ame no tajikarao (天手力男)
9. Orange Note (オレンジノート)
10. Ikuze! Kaitō shōjo (行くぜっ!怪盗少女)
11. Stardust Serenade (スターダストセレナーデ)
12. Kono uta (コノウタ)
13. Momoclo no Nippon banzai! (bonus track, ももクロのニッポン万歳!)